# ویلم دوم
ویلم دوم (Willem Frederik George Lodewijk van Oranje-Nassau) (۶ دسامبر ۱۷۹۲ – ۱۷ مارس ۱۸۴۹) از ۷ اکتبر ۱۸۴۰ تا زمان مرگ در سال ۱۸۴۹ پادشاه پادشاه هلند بود.
ویلیام دوم فرزند ویلیام یکم و ویلهلمین پروسی بود. هنگامی که پدرش، که تا آن زمان به عنوان یک شاهزاده حاکم حکومت می‌کرد، در سال ۱۸۱۵ خود را پادشاه اعلام کرد، به عنوان وارث پادشاهی هلند شاهزاده اورانژ شد. با کناره‌گیری پدرش در ۷ اکتبر ۱۸۴۰، ویلیام دوم به سلطنت رسید. در زمان سلطنت وی، هلند با قانون اساسی جدید ۱۸۴۸ به دموکراسی پارلمانی تبدیل شد.
ویلیام دوم با آنا پاولوونا از روسیه ازدواج کرده بود. آنها چهار پسر و یک دختر داشتند. ویلیام دوم در ۱۷ مارس ۱۸۴۹ درگذشت و پسرش ویلیام سوم جانشین وی شد.
وی بنیانگذار آکادمی سلطنتی در دلفت بود.